# Beate Baum

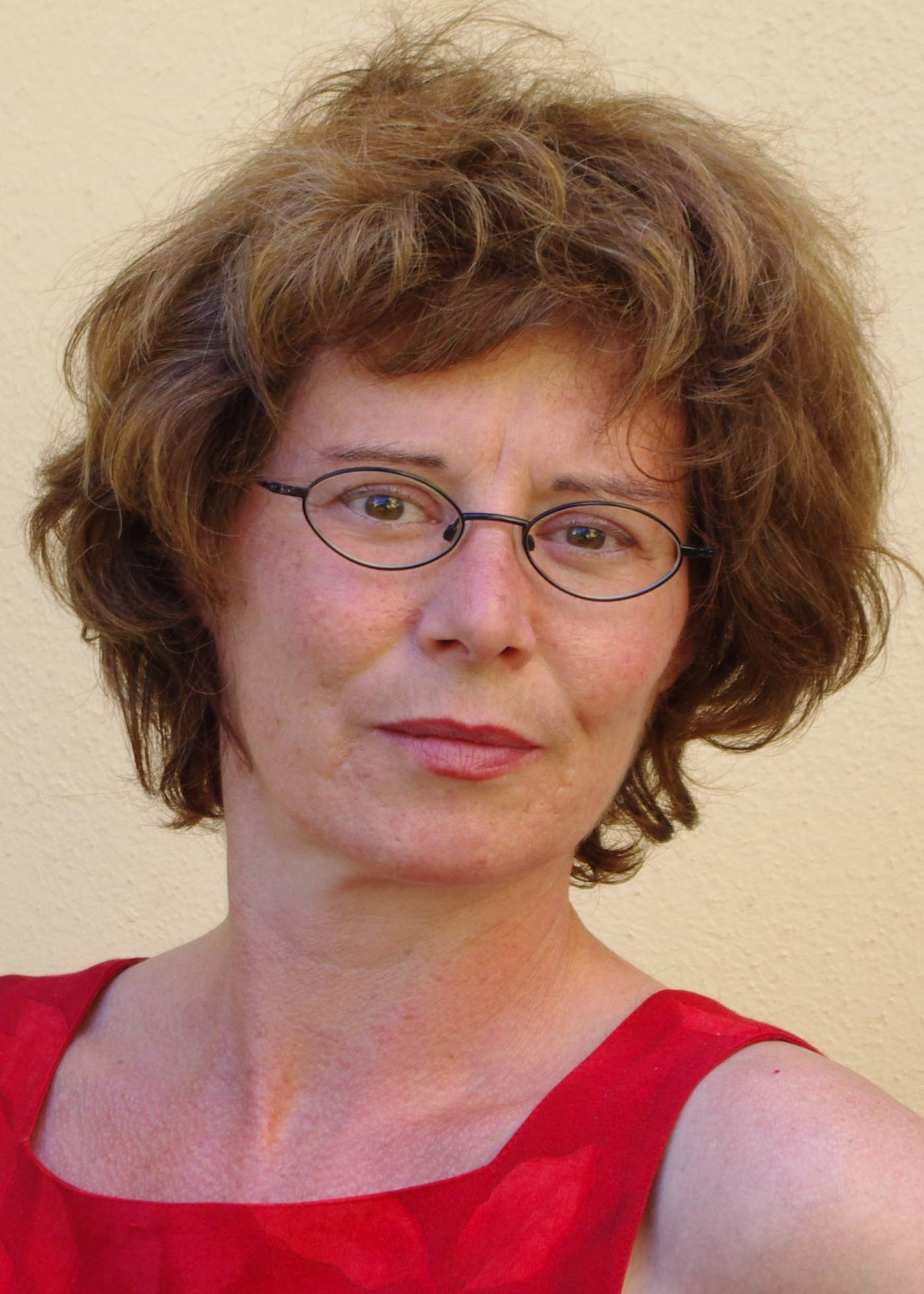
Beate Baum, 2012

Beate Baum (* 19. Oktober 1963 in Dortmund) ist eine deutsche Journalistin und Schriftstellerin. Bekannt wurde sie vor allem durch ihre Dresdenkrimis um die Journalistin Kirsten Bertram.

## Biografie
Beate Baum studierte an der Ruhr-Universität Bochum allgemeine und vergleichende Literaturwissenschaft, Neugermanistik und Politologie. Während des Studiums übte sie verschiedene Jobs aus, um ihren Lebensunterhalt zu finanzieren. 1991 entdeckte sie bei einem Praktikum in Erfurt den deutschen Osten und den Tageszeitungsjournalismus für sich und arbeitete fortan für diverse Zeitungen und Magazine in Nordrhein-Westfalen und Thüringen. 1997 lebte sie für einige Zeit im nordenglischen Liverpool, wo ihr späterer Mann als Postdoktorand an einem wissenschaftlichen Institut arbeitete. Sie verfasste dort die ersten großen Reisereportagen über Großbritannien. 1998 zogen beide nach Dresden und Baum etablierte sich als freie Reise- und Kulturjournalistin sowie Krimiautorin.

## Schriften

### Kirsten Bertram-Krimis
- Dresdner Silberlinge. Verlag Das Neue Berlin, Berlin 2001, ISBN 3-360-01221-6.
- Dresdner Geschäfte. Aufbau Taschenbuch Verlag, Berlin 2005, ISBN 3-7466-2093-7.
- Mörderische Hitze. Aufbau Taschenbuch Verlag, Berlin 2006, ISBN 978-3-7466-2262-0.
- Häuserkampf. Gmeiner Verlag, Meßkirch 2008, ISBN 978-3-89977-775-8.
- Ruchlos. Gmeiner Verlag, 2. Auflage Meßkirch 2015, ISBN 978-3-8392-1020-8.
- Weltverloren. Gmeiner Verlag, 4. Auflage Meßkirch 2019, ISBN 978-3-8392-1077-2.
- Auf Sendung. Sutton Verlag, Erfurt 2013, ISBN 978-3-95400-222-1.
- Dresden rechts außen, Redstart Verlag, Dresden 2020, ISBN 978-3-7519-0579-4
- Erwarteter Todesfall, Redstart Verlag, Dresden 2023, ISBN 978-3-7584-2853-1
- Kunstgerecht, Redstart Verlag, Dresden 2025, ISBN 978-3-819718-17-5

### Musikerromane
- Die Ballade von John und Ines. Gmeiner Verlag, Meßkirch 2014, ISBN 978-3-8392-1642-2.
- Niemand kennt dich, wenn du am Boden liegst. Redstart Verlag, Dresden 2018, ISBN 978-3-7460-0754-0.

### Sherlock-Holmes-Krimis
- Mycrofts Auftrag. Oktober Verlag, Münster 2017, ISBN 978-3-946938-35-4.
- Tödlicher Stoff. Oktober Verlag, Münster 2018, ISBN 978-3-946938-44-6.
- Mycrofts Comeback. Oktober Verlag, Münster 2021, ISBN 978-3-946938-57-6.

### Kurzgeschichten
- Die Nitribitt und das Ende im Backpacker-Hotel. Redstart Verlag, erweiterte Neuauflage des gleichnamigen Titels im fhl Verlag, Dresden 2019, ISBN 978-3-7485-2364-2.

### Übersetzungen
- Afaceri La Dresden. Editura Napoca Star, Cluj-Napoca 2012, ISBN 978-973-647-848-2.
- The Highschool Reunion. In Goliad Review 1.2, Goliad Press, Weslaco, Tx, Fall 2018, ISBN 978-1-948428-05-7.

### Reiseführer
- Liverpool – Auf den Spuren der Beatles, Redstart Verlag, 4. Neuauflage des gleichnamigen Titels im Goldfinch Verlag, Dresden 2025, ISBN 978- 381-909-496-5.

### Als Victoria Bertrams
- Eileens Ende – Ein Irland-Krimi, Redstart Verlag, Dresden 2022, ISBN 978-3-7549-7076-8.

## Kritiken
- Enrico Pannasch in der Morgenpost am Sonntag: „Die 46-Jährige ist eine der besten deutschen Krimiautorinnen.“[2]
- Sandra Szabania in Freie Presse zu Häuserkampf: „Ein Krimi mit Lokalkolorit – da stellen sich nicht wenigen die Nackenhaare auf. Doch es gibt Ausnahmen; eine heißt Beate Baum“[3]
- Torsten Unger im MDR zu Auf Sendung: „Ich muss zugeben, dass mich Krimis, die nicht nur spannende Geschichten erzählen, faszinieren. Die mehr sind. In dem Fall wird die Nachwendezeit noch einmal lebendig.“[4]
- Michael Ernst in Dresdner Neueste Nachrichten zu Die Ballade von John und Ines: „Überzeugend harmonisch und spannend zugleich sind der Faden dieser Liaison und der des Totschlags miteinander verbunden. Zugleich werden damit Beatles-Historie und Club-Gegenwart verwoben, auf dass sich eine Geschichte abspult, die viel Lokalkolorit zeigt, liebenswerte Charaktere auffährt und aufgrund ihrer Authentizität ganz danach klingt, als hätte sie sich tatsächlich so abgespielt.“[5]
- Tobias Wekamp von der Deutschen Sherlock Holmes-Gesellschaft über Mycrofts Auftrag: „Der Roman ist flott und spannend geschrieben. Baums Ortskenntnis macht sich regelmäßig bemerkbar(…) Die Charaktere sind gut getroffen und der Fall ist spannend. Gerne noch mehr davon.“[6]
- Helga Fitzner auf Kultura Extra zu Niemand kennt dich, wenn du am Boden liegst: „Auch wenn ›Niemand kennt dich ...‹ kein ausgewiesener Krimi ist, sorgt die Lösung des Falls für Spannungselemente. Dazu braucht es keine rasanten Schnitzeljagden oder anderen Schnickschnack. Baums Roman zeichnet sich gerade durch seine Bodenständigkeit und Wahrscheinlichkeit aus. (…) Wie sie Tims malträtierten Körper beschreibt, seine Entzugssymptome und wie sie sich in seinen seelischen Zustand hineinversetzen kann, ist schon bemerkenswert. (…) So ist es eigentlich eine positive Geschichte voll von Mitmenschlichkeit und bei aller Tragik mit einigen wunderbaren Glücksmomenten.“[7]
- Ulrich Schirrbach in Aachener Nachrichten / Aachener Zeitung zu Tödlicher Stoff: „Wie immer verblüffen die blitzschnellen logischen Deduktionen des Detektivs seinen Begleiter – und den Leser. Auch der zweite Holmes von Beate Baum ist ein rundherum gelungenes Lesevergnügen. Nur schade, dass das atemberaubende Tempo zu schnell an das Ende des Romans und die verblüffende und erschreckende Lösung des Falls führt.“[8]
- Michael Ernst im MDR Radio Sachsen zu Dresden rechts außen: „(...) Die Dresdner Autorin und Journalistin hat sich mit dieser Figur eine Art Alter Ego geschaffen, um mit spannenden Krimis auf mal mehr, mal weniger, und mal sehr katastrophale Zustände in der Gesellschaft aufmerksam zu machen.“[9]
- Oliver Reinhard in der Sächsischen Zeitung zu Mycrofts Comeback: „(...) zeichnet eine schnörkellos souveräne Sprache ebenso aus wie gelungene Dramaturgie, wohlskizziertes Ambiente, gekonnt konstruierte Spannungsbögen, unaufgesetzte Dramatik sowie schlüssige Figurenzeichnungen. Und ein Held von herzerfrischender Unsympathie. Das muss man sich erst einmal trauen.“[10]
- Uwe Schirrbach in Aachener Nachrichten zu Eileens Ende: „Ein Muss für alle Irland-Fans.“[11]
- Guido Glaner in der Dresdner Morgenpost zu Erwarteter Todesfall: „Ein spannender Fall, souverän und mit viel Gefühl für gute Atmosphäre erzählt.“[12]
- Maxi Wollner in den Dresdner Neueste Nachrichten zu Kunstgerecht: »Zwischen Redaktionsarbeit, investigativer Recherche, Schutzsuche vor Angriffen aus dem rechten Sektor und Besuchen in JVA und Kliniken verdichtet sich die Handlung zu einem vielschichtigen, spannungsreichen Geflecht. Atmosphärisch getragen von einem Dresden im fiebrigen Sommerzustand: stehende Luft, flirrende Hitze, schlaflose Nächte.«[13]